# Brenda K. Starr
Brenda K. Starr, Künstlername von Brenda Kaplan (* 15. Oktober 1966 in Manhattan, New York City), ist eine US-amerikanische Sängerin, die von der Popmusik (dance-pop) zur Salsamusik kam. Sie ist vor allem wegen ihrer Stücke im Stil der Freestyle music in den 1980er Jahren bekannt geworden.

## Werdegang
Brenda Kaplan wurde als Tochter einer puerto-ricanischen Mutter und eines jüdischen Vaters geboren. Ihr Vater war Organist und spielte in den 1960er Jahren in der Band Spiral Starecase. Brenda K. Starr begann eine Gesangskarriere und hatte mit „I Still Believe“ und „What You See is What You Get“ in den Billboard Top 100. Der Song „Sweet Surrender“ war Bestandteil des Soundtracks zum Film License to Drive. In den späten 1980er Jahren arbeitete Brenda K. Starr mit Mariah Carey zusammen. Im Jahr 1984 hatte sie einen Auftritt im Breakdance-Film Beat Street. Aufgrund sinkender Verkaufszahlen wurde ihr Plattenvertrag mit Sony/Columbia Records nicht verlängert. Um ihre Familie ernähren zu können, arbeitete Brenda K. Starr aushilfsweise in einem Einkaufszentrum in New Jersey. Sie lernte Spanisch, um weiter an ihrer Gesangskarriere zu arbeiten und wechselte die Stilrichtung in Salsa, Latin Pop und Tropical Music. Durch den Richtungswechsel hatte sie wieder Erfolg und wurde 2006 mit „Atrevete a Olvidarme“ für den Billboard Latin Music Award nominiert.

## Diskografie

### Studioalben
| Jahr | Titel           | Höchstplatzierung, Gesamtwochen, AuszeichnungChartsChartplatzierungen (Jahr, Titel, Platzierungen, Wochen, Auszeichnungen, Anmerkungen) | Anmerkungen                         |
| Jahr | Titel           | US | Anmerkungen                         |
| ---- | --------------- | --- | ----------------------------------- |
| 1987 | Brenda K. Starr | US58 (24 Wo.)US | Erstveröffentlichung: 28. Juli 1987 |

weitere Veröffentlichungen
- 1985: I Want Your Love
- 1990: By Heart
- 1997: Te Sigo Esperando
- 1998: No Lo Voy a Olvidar
- 2000: Pétalos de Fuego
- 2002: All Time Greatest Hits
- 2002: Temptation
- 2004: So Good: 12" Club Collection
- 2005: Atrevete a Olvidarme

### Singles
| Jahr | Titel Album                                  | Höchstplatzierung, Gesamtwochen, AuszeichnungChartsChartplatzierungen (Jahr, Titel, Album, Platzierungen, Wochen, Auszeichnungen, Anmerkungen) | Anmerkungen                                                                    |
| Jahr | Titel Album                                  | US | Anmerkungen                                                                    |
| ---- | -------------------------------------------- | --- | ------------------------------------------------------------------------------ |
| 1988 | I Still Believe Brenda K. Starr              | US13 (26 Wo.)US | Erstveröffentlichung: 17. Februar 1988                                         |
| 1988 | What You See Is What You Get Brenda K. Starr | US24 (13 Wo.)US | Erstveröffentlichung: Juli 1988                                                |
| 1990 | No Matter What Bad of the Heart              | US49 (16 Wo.)US | Erstveröffentlichung: 8. November 1990 George LaMond featuring Brenda K. Starr |

## Preise und Auszeichnungen
- Latin Grammy Awards: nominiert als „Best Salsa Album“ für „Temptation“ (2002)
- Latin Grammy Awards: nominiert als „Best Salsa Single“ für „Por Ese Hombre“ (2002)
- Billboard Latin Music Awards: nominiert als „Best Salsa Single“ für „Tu Eres“ (2006)